# Johnson (Wisconsin)
Johnson – miasto w Stanach Zjednoczonych, w stanie Wisconsin, w hrabstwie Marathon.